# Hersi Matmuja
Hersjana Matmuja, conosciuta come Hersi Matmuja o semplicemente Hersi (Kukës, 1º febbraio 1990), è una cantante albanese.
Dopo aver vinto il Festivali i Këngës 2013 ha rappresentato l'Albania all'Eurovision Song Contest 2014 con il brano One Night's Anger, classificandosi al 15º posto nella prima semifinale.

## Biografia
Nata a Kukës, nell'omonima prefettura, inizia a studiare musica e canto sin da piccola e cresce sul palco scenico. Dopo aver conseguito il diploma di canto lirico al Conservatorio “Jordan Misja” di Tirana, nel 2009 si è trasferita a Roma per studiare al Conservatorio Santa Cecilia dove ha conseguito la laurea in Canto lirico con il massimo dei voti lode e menzione d’onore. A soli 16 anni partecipa per la prima volta al Festivali i Këngës con un brano scritto e composto da Frederik Ndoci, Ah jetë, oh jetë, classificandosi al 10º posto nella finale dell'evento. Nonostante la sua formazione musicale, incentrata sulla musica classica, Hersi sostiene che le sue influenze musicali includono Etta James, Ella Fitzgerald, Nina Simone, Lady Gaga, Céline Dion, Rihanna, Björk e gli ABBA.

## Attività artistiche
Svolge intensa attività concertistica sia come solista e sia in vari ensemble cameristici in diversi teatri romani e non. Grazie alla sua versatilità musicale ed esperienza internazionale nel 2016 è stata invitata ad insegnare Canto pop al Conservatorio di Pyongyang in Corea del Nord. Nel 2019 ha fondato il Duo Hana insieme alla liutista Ilaria Fantin, con la quale ha registrato l'album Ninull, dedicato alle canzoni della culla. Nello stesso anno insieme al violoncellista Jacopo Conoci e il fisarmonicista Andi Zeka ha dato vita all'IllyriaTrio, con il quale svolge un lavoro di ricerca e rivisitazione del folklore musicale albanese. Ha co-fondato e scrive regolarmente per Përgjumësh, una rivista online italo albanese.

### Orchestra di Piazza Vittorio
Dal 2015 collabora con l’Orchestra di Piazza Vittorio, partecipando in diverse loro produzioni. Dopo il suo successo nella Carmen secondo l'Orchestra di Piazza Vittorio andato in scena al Teatro Olimpico di Roma per due stagioni, al Teatro Verdi di Salerno e al Festival Spring of Culture nel 2016 in Bahrein, le viene affidato il ruolo di Donna Elvira nel Don Giovanni di Mozart rivisitato dall'Orchestra di Piazza Vittorio con prima mondiale al Festival Les Nuits de Fourvière di Lione. L'opera è andata in scena per due anni consecutivi in importanti teatri lirici e di prosa in Italia e in Francia tra cui il Teatro Olimpico di Roma, Arena del Sole di Bologna, Teatro Giacosa di Ivrea, Teatro Bellini di Napoli, Grand Thèatre de Provence di Aix en Provence, Teatro Dei Rinnovati di Siena, Theatre Olympia di Archachon, Teatro Biondo di Palermo, Teatro Piccolo di Milano, Theatre Le Quartz di Brest, Theatre Dumas di Saint-Germain-en-Laye, Teatro Nuovo di San Marino, Teatro Verdi di Pisa, Teatro Verdi di Gorizia, Teatro Comunale di Carpi. Nel 2018 ha cantato il Credo, un’opera interreligiosa scritta dall’Orchestra di Piazza Vittorio, andata in scena al Panteão Nacional di Lisbona dove giace la grandissima cantante del fado Amalia Rodrigues. L'ultimo progetto è stato Orchestra di Piazza Vittorio all'Opera, spettacolo andato in scena al Macerata Opera Festival, Teatro Rossini di Pesaro, Teatro Giuseppe Verdi di Salerno, I Concerti al Parco per la rassegna Estate Romana.

### Musica sperimentale
Inizia a sperimentare il repertorio contemporaneo principalmente le musiche scritte dal compositore albanese Admir Shkurtaj. Nel 2016 canta nella sua opera Katër i Radës. Il Naufragio, opera da camera commissionata dalla Biennale Musica di Venezia e prodotta dal Teatro Koreja di Lecce. L'opera è andata in scena al Festival Ulisses di Mali Brijuni in Croazia e MESS Festival di Sarajevo. In Albania al Teatro Migjeni di Scutari, Anfiteatro del Lago di Tirana, in Kosovo al Teatro Oda di Pristina, e in Italia al Teatro Dante Aligheri di Ravenna e al Teatro Comunale di Ferrara. Nel 2018 ha eseguito dal vivo con il Mesimèr Ensemble le musiche Shkurtaj composta in occasione della proiezione del restauro del film Der Golem (1920) di Paul Wegener. L’evento si è svolto nella Sala Darsena del Lido di Venezia per la serata di Pre-apertura della 75ª Mostra del Cinema di Venezia. Inoltre nel 2020 canta nella prima esecuzione nell'opera-concerto KA dello stesso compositore al Teatro 1 la Pelanda. Ha eseguito con l’ensemble Imago Sonora diretto dal M° Andrea Ceraso, tre dalle sei composizioni selezionate per la finale del 40º Concorso di Composizione Valentino Bucchi, svolto in Sala Casella dedicate ad ensemble e voce solista.

## Discografia

### Singoli
- 2006 - Ah jetë, oh jetë
- 2010 - Me cilin rri ti dashuri
- 2011 - Natë moj natë
- 2011 - Aty ku më le
- 2012 - Kthehu (feat. Gjergj Leka)
- 2012 - Animon
- 2012 - Kush ta dha këtë emër?
- 2013 - One Night's Anger
- 2021 - Kënga e çobanit

### Album
- 2021 - Ninull (con Ilaria Fantin)